# Sideshow
«Sideshow» es una canción interpretada por el quinteto vocal estadounidense Blue Magic. Fue publicado el 27 de marzo de 1974 como el segundo y último sencillo de su álbum de estudio debut homónimo.

## Recepción de la crítica
Un escritor no especificado de la revista Cash Box describió «Sideshow» como una “bonita balada”, e indicó que “el parecido con The Stylistics será difícil de ignorar”.

## Posicionamiento

### Gráfica semanal
| Gráfica (1974)                              | Pico de posición |
| ------------------------------------------- | ---------------- |
| Australia (Kent Music Report)               | 68               |
| Canadá (RPM Top Singles)                    | 5                |
| Estados Unidos (Billboard Hot 100)          | 8                |
| Estados Unidos (Billboard Hot Soul Singles) | 1                |
| Estados Unidos (Cash Box Top 100 Singles)   | 5                |
| Estados Unidos (Cash Box R&B Top 70)        | 1                |
| Quebec (ADISQ)                              | 19               |

### Gráfica de fin de año
| Gráfica (1974)                              | Pico de posición |
| ------------------------------------------- | ---------------- |
| Australia (Kent Music Report)               | 192              |
| Canadá (RPM Top Singles)                    | 77               |
| Estados Unidos (Billboard Hot 100)          | 19               |
| Estados Unidos (Billboard Hot Soul Singles) | 36               |
| Estados Unidos (Cash Box Top 100 Singles)   | 73               |
| Estados Unidos (Cash Box R&B Top 70)        | 19               |

## Certificaciones y ventas
| País                                                     | Certificación | Ventas   |
| -------------------------------------------------------- | ------------- | -------- |
| Estados Unidos (RIAA)                                    | Oro           | 500 000* |
| *cifras de ventas basadas únicamente en la certificación |               |          |